# Distretto di Kimbiri
Il distretto di Kimbiri è uno degli undici distretti della  provincia di La Convención, in Perù. Si trova nella regione di Cusco.